# دهستان کره سنی
دهستان کره سنی یکی از دهستان‌های شهرستان سلماس در استان آذربایجان غربی ایران است. 
این دهستان در بخش مرکزی شهرستان سلماس قرار دارد و براساس سرشماری مرکز آمار ایران در سال ۱۳۹۵، جمعیت این دهستان برابر با ۲۲٬۲۳۴ نفر (۵٬۷۱۳ خانوار) بوده‌است.  و مرکز آن روستای بزرگ سیلاب (سیلاو) می‌باشد. مردم این منطقه آذری و کرد هستند و به زبان آذری و کردی صحبت میکنند.